# Nouvelles à la main

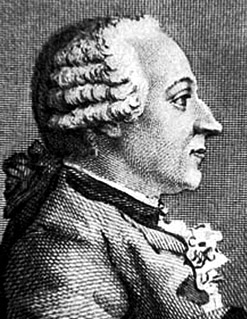
Melchior Grimm (1723-1807), rédacteur de la Correspondance littéraire.

Les nouvelles à la main ou gazettes à la main est le nom donné aux gazettes manuscrites, ou gazetins, secrètement diffusées avant l’invention des journaux, et que l’on continua ensuite à diffuser clandestinement pour traiter de matières qui auraient été interdites par la censure.

## Histoire
Les nouvelles à la main sont les premières expériences du journalisme. Leur origine est ancienne. Ces compilations d’articles manuscrits traitant, dans un ordre chronologique, de l’actualité fait son apparition en Europe à la Renaissance et connaît un grand développement au cours des XVIIe et XVIIIe siècles. 

### Les débuts
Dès le commencement du XVIe siècle, Venise avait des correspondances manuscrites où étaient relatés tous les événements importants d’Europe ; en Allemagne, la maison de banque Fugger publiait un journal écrit où se trouvaient les nouvelles politiques et commerciales les plus intéressantes. L’Angleterre avait ses nouvelles à la main, ses « Lettres de nouvelles » (Newsletters), comme on les appelait, qui étaient envoyées dans les comtés et où les affaires de la Cour étaient librement découvertes et commentées.
Ces lettres subsistèrent cinquante ans après l’invention du journal. Pendant les guerres de religion qui déchirèrent le XVIe siècle, les nouvelles à la main furent de véritables libelles, des instruments de guerre dans les mains des partis, et leurs auteurs furent poursuivis sans trêve par les arrêts du parlement et les ordonnances royales, qui portèrent contre eux et contre leurs diffuseurs les peines les plus sévères.
En France, les grands seigneurs avaient leur nouvelliste ou gazetier à gages, chargé de leur rapporter tous les scandales et toutes les aventures piquantes de la ville. Mazarin payait dix livres par mois un nommé Portail, pour lui « fournir des nouvelles toutes les semaines ». Il existait deux types de nouvellistes : les nouvellistes « de bouche » amateurs exerçaient leur activité verbale dans les lieux les plus animés de Paris, en recueillant des bruits divers et en divulguant les « secrets du cabinet des princes » : le jardin du Luxembourg, la grande salle du Palais, le jardin des Tuileries, celui du Palais-Royal, etc.

### Les gazetiers
Des nouvellistes à la main professionnels dits « gazetiers » composaient des espèces de gazette de 4 à 8 pages copiées et diffusées manuscrites par abonnement auprès des amateurs. La structure des « gazetins » étaient semblable à celle de la gazette imprimée légale : d'abord les nouvelles de l'étranger, suivies des nouvelles de la France et de la Cour. Ces « gazetins » parfois tirés à plusieurs centaines d'exemplaires étaient publiés une à deux fois par semaine et diffusées par la poste comme un courrier ordinaire. Elles étaient aussi contrefaites. La police s'intéressait évidemment à ces gazettes, tentait d'en arrêter les rédacteurs et les copistes. 
Théophraste Renaudot
Renaudot créateur de la gazette en 1631, seul périodique imprimé autorisé légalement à diffuser l'information politique, seconda les autorités pour faire cesser cette concurrence clandestine ; il voulait, selon Guy Patin, son caustique adversaire, « faire pendre tous ces faiseurs de gazettes à la main, d’autant plus qu’ils étaient cause qu’il ne se vendait guère de sa gazette imprimée ». 
Un arrêt de 1620 fit défense de vendre des gazettes à la main, sous peine du fouet et du bannissement pour la première fois et des galères pour la seconde. Un grand nombre de gazetiers furent mis à la Bastille. Marcelin de Laage fut condamné en 1661 à être fouetté et banni de Paris pour cinq ans ; Élie Blanchard, en 1663, à être fouetté au milieu du Pont-Neuf ; Bourdin et Dubois furent envoyés aux galères en 1683 pour avoir distribué des gazettes. Les nouvellistes avaient également à redouter, outre la justice, les vengeances particulières des grands seigneurs auxquelles les exposaient leurs indiscrétions. Ainsi, le marquis de Vardes, au dire du cardinal de Retz, fit couper le nez de Mortandré, qui avait pris parti pour les princes durant la Fronde, parce qu’il faisait circuler un libelle contre sa sœur, la maréchale de Guébriant. Ces rigueurs finirent par faire disparaître les gazettes manuscrites.
Les Nouvelles ecclésiastiques des Jansénistes
Les querelles religieuses du XVIIIe siècle firent renaître les nouvelles à la main. Une feuille surtout, les Nouvelles ecclésiastiques, joua un rôle important dans la guerre des jansénistes contre les jésuites. Elle attaquait avec éloquence la bulle Unigenitus et la déclaration de 1682. Son succès fut immense. Les jésuites mirent tout en œuvre pour découvrir l’auteur de ces lettres violentes qui se répandaient à profusion dans toutes les provinces ; l’auteur était insaisissable. Les Nouvelles ecclésiastiques furent manuscrites jusqu’en 1728, époque à laquelle on commença à les imprimer clandestinement, comme autrefois les Provinciales. Le Parlement condamna la forme imprimée, la police les rechercha, mais sans parvenir à en arrêter la publication. Dans cette guerre de ruses, les Jésuites usèrent de toutes leurs ressources, de toute leur influence. Ils lancèrent périodiquement contre les auteurs des Nouvelles, de 1731 à 1748, un pamphlet, intitulé Supplément des nouvelles ecclésiastiques, qui avait pour rédacteur le père Louis Patouillet. Leurs efforts furent vains. On allait imprimer la feuille janséniste jusqu’ au fond des bois. La publication en a été continuée jusqu’en 1803. Les Nouvelles ecclésiastiques furent rédigées de 1728 à 1793 par les abbés Boucher, Berger, de La Boche, Trova, Guidy, Rondet, Larrière, de Saint-Mars. La collection de 1728 à 1798 forme 71 volumes in-4°.
Les bureaux de nouvelles
Sous le règne de Louis XV, les nouvelles à la main devenues très professionnelles fleurirent. Des particuliers tenaient presque bureau ouvert de ces  nouvelles. 
Dubreuil en avait un, rue Taranne, dont l’abonnement était de six livres par mois pour quatre pages in-quarto et de douze livres pour un nombre double de pages. 
Quelques salons littéraires étaient à la source de manufactures de bulletins. Le plus célèbre fut celui de Madame Doublet de Persan, qui était au couvent des Filles-Saint-Thomas et où siégeaient l’abbé Legendre, Voisenon, un abbé galant, Sainte-Palaye, les abbés Chauvelin et Xaupi, Falconet, Mairan, Mirabaud et Bachaumont, le président de la société. On les nommait les Paroissiens. Ils arrivaient tous à la même heure, s’asseyant chacun dans le même fauteuil, au-dessous de son portrait. Deux grands registres étaient ouverts sur une table ; dans l’un étaient écrites les nouvelles douteuses, dans l’autre les positives. C'est de ces registres que sont sortis les deux exemples les mieux connus et les plus étudiés de nouvelles à la main,  Mémoires secrets pour servir à l'histoire de la République des Lettres de Bachaumont, qui jouirent si longtemps d’un crédit sans égal. Dans le même temps, Métra publiait sa Correspondance littéraire secrète, dont la première lettre avait paru en 1774. Elle s’occupait plus de politique que les Mémoires secrets, mais cultivait moins la discussion que les anecdotes. Le prix d’abonnement était d’un louis. D'abord manuscrites, ces feuilles furent recueillies plus tard et éditées sous forme de volumes imprimés.
Les correspondances publiques
Outre ces nouvelles à la main politiques manuscrites, il existait une forme littéraire à diffusion plus restreinte rendant de la vie culturelle (théâtre, beaux-arts) de la capitale. Telles furent les correspondances de Grimm, de La Harpe, de Jean-Baptiste Suard, de D’Alembert, de Thiriot, dont la correspondance avec le roi de Prusse dura dix années. Les amateurs soit uniques soit d'une dizaine au plus payaient un abonnement très élevé, surtout quand, pour la correspondance littéraire de Grimm et Diderot, elle s'adressait à une douzaine de souverains et de princes étrangers.
Époque contemporaine
Avec le développement de l’imprimerie, l’abondance des journaux, la rapidité de leur publication, la liberté de la presse des premières années de la Révolution a fait peu à peu dépérir les gazettes manuscrites, dont le type d’information se spécialisa alors pour prendre une forme plus revendicative ou satirique. La police de Napoléon leur fit une chasse efficace. Dans les dernières années du règne de Louis-Philippe, Nestor Roqueplan fit paraître, sous le titre de Nouvelles à la main, des fascicules imprimés, en concurrence aux Guêpes d’Alphonse Karr ; mais, malgré l’anonyme gardé par le spirituel auteur, elles n’avaient pas l’attrait de la clandestinité, qui est pour les publications de ce genre l’un des principaux éléments de succès. Au XIXe siècle, le terme en vint à désigner tout article satirique publié dans la presse.

Au XXe siècle la "lettre confidentielle ", diffusée à quelques dizaines ou centaines d'abonnés pour un coût de plusieurs milliers de francs par an traite de nouvelles politiques et/ou économiques. Au XXIe siècle certains sites internet ont pris le relais.

## Sources
- Gustave Vapereau, Dictionnaire universel des littératures, Paris, Hachette, 1876 (lire en ligne), p. 1494-5.